# 뱌체슬라프 다예프
뱌체슬라프 예브게니예비치 다예프(러시아어: Вячеслав Евгеньевич Даев, 1972년 9월 6일 ~ )는 러시아의 축구 감독이자 전직 프로 축구 선수이다. 현역 시절 포지션은 수비수였으며, 러시아 프리미어리그를 비롯한 여러 클럽에서 활약했다. 은퇴 후에는 지도자로 전향하여 러시아 축구 연맹 및 클럽 팀에서 다양한 코치직을 맡았다.

## 구단 경력
툴라 기계제조 공장의 축구 섹션 출신이며, 첫 번째 감독은 빅토르 예르마코프였다. 1991년 오레호보주예보의 즈나먀 트루다 오레호보주예보에서 본격적인 경기를 시작했다.
1992년에는 아르세날 툴라에서 한 경기를 치렀다. 이는 모로코 노동조합 대표팀과의 친선 경기였다. 다예프는 아르세날의 코치진에게 맞지 않는다고 여겨졌고, 팀에 등록되지 않았다.
1992년부터는 스몰렌스크 지역 팀들인 이스크라 스몰렌스크 (1992년)와 크리스탈 스몰렌스크 (1993년~1994년)에서 뛰었다.
또한 크릴리야 소베토프 사마라 (1995년), 발티카 칼리닌그라드 (1996년~1998년), 토르페도 모스크바 (1999년~2001년), CSKA 모스크바 (2002년), 신니크 야로슬라블 (2003년~2004년)에서도 뛰었다.

## 국가대표팀 경력
러시아 국가대표팀 데뷔는 2001년 9월 1일, 슬로베니아와의 경기에서 1-2로 패한 경기였다. 이 경기에서 슬로베니아는 경기 막판 논란이 된 페널티킥을 성공시켰다. 심판은 다예프가 밀란 오스테르츠의 유니폼을 잡았다고 판단했으나, 2009년에 해당 심판은 파울이 없었다고 인정했다. 경기 도중 후반전에는 다예프가 점프 후 착지에 실패해 다리에 경련이 일어나기도 했다.
2002년 FIFA 월드컵에서 러시아 국가대표팀 명단에 포함되었으나, 경기에 출전하지 않았다. 러시아 국가대표팀에서 총 8경기를 뛰었으며, 마지막 경기는 2002년 8월 21일, 스웨덴과 1-1로 비긴 경기였다.

## 감독 경력
선수 생활을 마친 후 다예프는 토르페도 모스크바 축구학교에서 유소년 코치로 일했다. 2007년, 게오르기 야르체프 감독이 경질된 후 토르페도의 임시 감독으로 임명되었다. 다예프는 라빌 사비토프 감독이 부임할 때까지 약 5주간 그 자리를 맡았다.
다음 해 사비토프가 해임되자 다예프는 다시 한 번 토르페도 모스크바의 임시 감독을 맡았다. 이후 러시아 U-19 국가대표팀 감독을 역임했다.